# Айн-эш-Шаркия
Айн-эш-Шаркия (араб. عين الشرقية‎) — небольшой город на северо-западе Сирии, расположенный на территории мухафазы Латакия. Входит в состав района Джабла. Является административным центром одноимённой нахии.

## Географическое положение
Город находится в южной части мухафазы, к западу от горного хребта Ансария, на высоте 288 метров над уровнем моря.

Айн-эш-Шаркия расположена на расстоянии приблизительно 31 километра к юго-востоку от города Латакия, административного центра провинции и на расстоянии 194 километров к северо-северо-западу (NNW) от Дамаска, столицы страны.

## Население
По данным официальной переписи 2004 года численность населения города составляла 2359 человек. В конфессиональном составе населения преобладают алавиты.

## Транспорт
Ближайший гражданский аэропорт — Международный аэропорт имени Басиля Аль-Асада.